# Топличский округ
Топличский округ (серб. Топлички управни округ) — округ в южной части Сербии, относится к статистическому региону Южная и Восточная Сербия.

## Административное деление
Территория округа поделена на 4 общин:
- Прокуплье
- Блаце
- Куршумлия
- Житорача

## Население
На территории округа проживает 85 750 сербов (93,5 %), 3945 цыган (4,3 %) и другие народы (2011).